# Фюссен
Фю́ссен — город и городская община в Германии, в Республике Бавария, на берегу реки Лех, которая образует здесь озеро Форггензе.
Община расположена в правительственном округе Швабия в районе Восточный Алльгой. Население составляет 14 213 человек (на 31 декабря 2010 год).
Расположение города вблизи австрийской границы делает Фюссен отправной точкой пути в Тироль, благодаря чему его посещают многие альпийские туристы. Вблизи города находятся два знаменитых баварских замка — Нойшванштайн и Хоэншвангау.  Герб города из трёх бегущих ног является гласным.

## Население
По оценке на 31 декабря 2015 года население общины Фюссен составляет 15 265 чел. 

| Дата      | 1840 | 1871 | 1900 | 1925 | 1939 | 1950  | 1961  | 1970  | 1987  | 2011  |
| --------- | ---- | ---- | ---- | ---- | ---- | ----- | ----- | ----- | ----- | ----- |
| Население | 2372 | 2906 | 4698 | 6970 | 9763 | 11724 | 11947 | 11722 | 13212 | 14277 |

| Год       | 1960  | 1970  | 1980  | 1990  | 2000  | 2009  | 2010  | 2011  | 2012  | 2013  | 2014  | 2015  |
| --------- | ----- | ----- | ----- | ----- | ----- | ----- | ----- | ----- | ----- | ----- | ----- | ----- |
| Население | 11935 | 11653 | 12890 | 14005 | 13834 | 14247 | 14213 | 14288 | 14512 | 14631 | 14881 | 15265 |

## История
Известен с III века как римский каструм. Завоеватели сначала построили на этом месте военную крепость, которая стала контролировать военную дорогу Клавдия Августа. Во время Великого переселения народов на смену крепости пришло поселение германцев, ставшее впоследствии городом Фюссен. 
В VIII веке Фюссен укрепил значение за счёт бенедиктинского аббатства, основанного святым Магнусом, а к XIV веку стал резиденцией епископов Аугсбургских, которые построили здесь замок. Фюссен в средние века и в эпоху Возрождения стал торговым городом благодаря соляным путям.
В XVI веке в городе, славящемся своими скрипичными мастерами, основывают первую европейскую гильдию по изготовлению лютен и скрипок. Фюссенские скрипичные мастера стали востребованы во многих европейских городах. Сотни мастеров из окрестностей Фюссена переселялись в Вену и иные центры культуры для создания там своих мастерских. 
В следующие столетия Фюссен утрачивает своё влияние. Многочисленные войны XVI—XVIII веков нанесли экономике города невосполнимый урон. В 1802 году город в результате наполеоновской секуляризации попал под юрисдикцию Баварского королевства. Во время промышленной революции стало развиваться текстильное производство.
Король Людвиг II Баварский построил под Фюссеном свои знаменитые замки, железная дорога соединила Фюссен и Кауфбойрен (1899 год), и в результате постройки плотины на реке Лех было создано искусственное озеро Форгензее. Фюссен стал центром района у подножия Аммергебирге и Альгойских Альп. Благодаря своим природным лечебным грязям и минеральным источникам, Фюссен становится одним из известнейших в Германии курортных городов.

## Достопримечательности города
Фюссен является последней точкой популярного туристического маршрута — «Романтической дороги», которая пересекает всю Баварию с севера на юг, от Вюрцбурга через Франконию и Аугсбург. 
- Аббатство Святого Магна с церковью IX-XVIII веков. Святой Магн, миссионер, пришедший из Санкт-Галлена, прожил в Фюссене 26 лет, до своей смерти в 773 году. Он занимался здесь религиозной и общественной деятельностью и сделал много полезного для этого края. Он вникал во все дела, даже научил местных жителей добывать минералы. Монастырь св. Магнуса (12 век) в течение веков претерпел много изменений в архитектурном отношении. В начале XVIII века архитектор Якоб Херкомер задумал построить здесь церковь по образцу итальянского барокко. Под главным алтарем находится романская крипта девятого века, украшенная фресками X века. Это одни из самых древних фресок в Баварии.
  - В южном крыле монастыря расположен городской музей Фюссена. Здесь выставлена коллекция музыкальных инструментов: лютен и скрипок, изготовленных мастерами из Фюссена. Есть и виртуальная модель замка Фалькенштайн, задуманного королём Людвигом Вторым, но так и не построенного.

- Замок епископов (XVI—XIX вв.) на вершине холма Шлоссберг. Замок вплотную прилегает к монастырю и между ними нелегко провести отчётливую границу. С возвышенности открывается красивый вид на бирюзовые воды реки Лех и крыши Фюссена. В Верхнем замке интерес представляют росписи-«обманки» XVIII века.
  - В северном крыле дворца расположена художественная галерея — филиал Баварского государственного собрания искусств. Один зал замка используется как концертный зал, в другом выставлена коллекция позднеготической живописи и скульптуры 15 и 16 веков. Особенно примечателен Рыцарский зал с кассетным потолком и рельефами на религиозные темы: аугсбургскими святыми Ульрихом, Афрой и Зимпертом. Картины аугсбургских художников Ханса Гольбейна Старшего и Ханса Буркмайера дополняют коллекцию.
  - Библиотека в музее отличается изобилием фолиантов эпохи рококо и барокко, здесь находится личная переписка Фридриха Великого с Вольтером.
  - Церковь при замке построена в XVIII веке Д. Циммерманом, крупнейшим в Баварии мастером позднего барокко. Остаток своих дней он провел в доме, построенном специально возле этой церкви.
  - В Высоком замке расположена и Городская художественная галерея. Её основу составляет живопись мюнхенской школы XIX века. В галерее периодически также выставляются произведения из частной коллекции графа фон Поччи. Из художников XX века особенно примечательны местные живописцы Перси Рингс и Андреас Херманн.

Город-курорт Фюссен расположен на высоте 800—1200 м над уровнем моря. По озеру Форгензее можно в туристический сезон в хорошую погоду прогуляться на корабле. Утопают в зелени следующие районы города Фюссена: Бад Фауленбах, Хопфен ам Зее, Вайсензее. На открытом воздухе в Фюссене поставлен мюзикл «Людвиг Второй — мечта о рае». В декорациях используются мотивы интерьеров и росписей замка Нойшванштайн.
|                                                                            |  |                   |  | |
| Крыши старого города с аббатство Святой Магны (слева) и Обербурга (справа) |  | Общий вид Фюссена |  | Фюссен ночью; на заднем плане горы Тегельберг (1881 м, слева) и Зойлинг (2047 м, справа), посередине замок Нойшванштайн |

## Окрестности
- Швангау — деревня королевских замков, окруженная четырьмя озерами и природным заповедником «Аммерские горы». Достопримечательность Швангау — оздоровительные бани и комплекс саун нового поколения. Из деревни можно подняться на фуникулере на гору Тегельберг (высота — 1720 м). В окрестностях проложено 120 километров прогулочных маршрутов.
- Замок Нойшванштайн — памятник романтизма XIX века. Самый эффектный вид на замок открывается с моста над ущельем. Внутри стены замка украшены росписями на сюжеты из опер Рихарда Вагнера. Именно этот замок привлекает в Фюссен основное количество туристов из всех стран мира.
- Замок Хоэншвангау — возвышается среди елового леса на утесе, откуда открывается вид на озера Альпзее и Шванзее, на отели внизу и на горы с долинами и домами. Интерьеры замка украшены фресками на темы германских легенд. Двор замка украшен росписями на стенах, рыцарскими гербами и небольшой живописной капеллой. Рядом с замком стоит небольшая церковь, выстроенная в традиционном стиле, но лишённая внутренних украшений.

## Спорт
В городе в 1999 году прошёл первый чемпионат мира по хоккею с шайбой среди юниоров.